# Fairfield (Iowa)
Fairfield város az Amerikai Egyesült Államok Iowa államában, Jefferson megyében, melynek megyeszékhelye. Lakosainak száma 9416 fő (2020. április 1.).

## Népesség
A település népességének változása:

| 2010 | 9 464 |
| 2020 | 9 416 |